# Dona Dadi
Maria Iêda Silva Medeiros (Jaçanã, 4 de setembro de 1938 – Carnaúba dos Dantas, 25 de janeiro de 2021) mais conhecida como Dona Dadi, foi uma artesã brasileira.

## Biografia
Nasceu no Sítio Flores no município de Jaçanã, Rio Grande do Norte. Ainda adolescente, mudou-se para Carnaúba dos Dantas, Rio Grande do Norte.
Dadi ou ainda Dadi Calungueira, iniciou seus trabalhos fazendo esculturas de ex-votos e decidiu mudar seu ofício. Ao invés de se tornar uma santeira, preferiu esculpir bonecos do teatro João Redondo, tornam-se calungueira ou bonequeira.

## Obras
Esculpia seus bonecos, geralmente, com madeira imburana ou mulungu. Sua técnica assemelhava-se a utilizada na confecção das cabeças dos ex-votos ou milagres. Além dos personagens mais tradicionais, como, por exemplo, o Capitão João Redondo e o Baltazar, ela criou outros como a figura do Filósofo.
Escreveu um livro de poesias "Flor de mucambo" com 13 poemas, publicado em 2006 pela editora Flecha do Tempo.

## Projeto Santeiros e Devoções do Rio Grande do Norte
O Projeto Santeiros e Devoções do RN (1999-2002) tinha por referência o acervo de etnologia do Museu Câmara Cascudo (MCC), representado pelas obras dos escultores-imaginários Chico Santeiro, Ana Dantas, Luzia Dantas e Júlio Cassiano. Como complemento, foram atualizados os locais de devoção onde devotos depositavam seus ex-votos em agradecimento ao milagre alcançado. Nesse contexto, o nome de Dona Dadi foi apresentado como uma escultora de milagres.
A equipe do Museu Câmara Cascudo fez algumas visitas a Dona Dadi para conhecer seu trabalho. Ao tomar conhecimento da mudança para confecção de bonecos do João Redondo, o museu adquiriu 19 mamulengos, 14 bonecos articulados, sendo 11 do pastoril e 1 boneca de pano. Foi a primeira coleção adquirida pelo museu dessa natureza. Foram feitos registros fotográficos e videográfico da vida e obra da artesã norte-rio-grandense. E, posteriormente, Dona Dadi esteve em Natal, a convite do museu e da Pró-Reitoria de Extensão (PROEX) da Universidade Federal do Rio Grande do Norte (UFRN) para ministrar uma oficina sobre a confecção dos bonecos.